# Río Pärnu
El río Pärnu (en estonio Pärnu jõgi) es un río de Estonia que desemboca en el Golfo de Riga en Pärnu. Con sus 144 km de longitud es uno de los ríos más largos de Estonia.